# Bobby Rangell
Bobby Rangell (* ca. 1958 in Chicago, Illinois) ist ein amerikanischer Jazzmusiker (Flöte, Saxophone).

## Leben und Wirken
Rangell, der aus einer musikalischen Familie stammt – der Jazzmusiker Nelson Rangell ist sein Bruder –, wuchs in Denver auf. Er begann als klassischer Flötist. Erst im Alter von 19 Jahren entdeckte er Jazzmusik und begann auch Saxophon zu lernen. Mit 20 Jahren tourte er mit verschiedenen Soul- und Jazz-Bands durch Nordamerika. 1980 zog er nach Frankreich. 1983 gewann das von ihm und Alain Berquez geleitete Quartett den Concours des Jeunes Interpretes d’Ile de France. Im selben Jahr erhielt er den Solistenpreis beim
Concours National de Jazz in La Défense. Er spielte in den Bands von Antoine Hervé, Denis Badault und Laurent Cugny (und war auch an dessen Einspielungen mit Gil Evans beteiligt). Zwischen 1989 und 1991 holte ihn Claude Barthélemy ins Orchestre National de Jazz, mit dem er zwei Alben aufnahm und sich auch beim Moers Festival präsentierte. Auch trat er mit Randy Brecker und mit Dave Liebman auf. Dann gründete er seine eigene Band Blood Donation mit dem Bassisten Vincent Charbonnier und dem Schlagzeuger David Pouradier-Duteil; in den nächsten Jahren trat er weiterhin mit seinem Trio, mit Jean Jacques Milteau, mit verschiedenen Bands von Pierrejean Gaucher, den Paris Salsa All Stars, Jean-Luc Ponthieux, Claudine François und Pedreira Rencontre auf.
Im Studio und teilweise auch live war er weiterhin an Produktionen von Weltmusik-Künstlern wie Angélique Kidjo, Lokua Kanza, Idrissa Diop, Ralph Tamar, Malavoi, Mario Canonge, Étienne M'Bappé, Henri Guédon, Alfredo Rodríguez, Orlando Poleo und Patato Valdés beteiligt. Auch ging er mit Captain Mercier und mit Nina Simone auf Europatournee.
Als Studiomusiker arbeitete er mit Musikern wie Nicole Croisille, Véronique Sanson, Jacques Dutronc,  oder den Gipsy Kings.

## Diskographische Hinweise
- Antoine Hervé: Bop 13 (mit Christian Martinez, François Chassagnite, Denis Leloup, Michel Godard, Jean-Pierre Solves, Éric Barret, Marc Ducret, Andy Emler, Michel Benita, André Ceccarelli, François Verly, Michel Alibo, Robert Thomas Jr.; 1986)
- Jean-Marc Padovani: One for Pablo (CELP 1989)
- Babik Reinhardt: Nuances (mit Jean-Yves Candela, Emmanuel Bex, Jean-Marc Jafet, Simon Goubert; 2000)
- Blood Donation (Hopi 1997)
- Jean-Louis Matinier: Confluences (mit Nelson Veras und Renaud Garcia-Fons; Enja 2003)